# Klaus Schwarzkopf
Klaus Schwarzkopf (18 de diciembre de 1922 - 21 de junio de 1991) fue un actor teatral, cinematográfico, televisivo y de voz de nacionalidad alemana.

## Biografía
Nacido en Neuruppin, Alemania, su padre murió unas semanas después de nacer él. Schwarzkopf hubo de criarse con su madre, Gertrud, y durante varios años estuvo confinado en la cama a causa de una tuberculosis.

### Teatro
Contra la voluntad de su madre, tomó clases de actuación durante la Segunda Guerra Mundial, debutando en 1947 como actor bajo la dirección de Boleslav Barlog en el Schlosspark Theater, donde actuaba también Hildegard Knef. En 1953 Schwarzkopf se mudó a Wiesbaden, actuando más adelante en Hannover y Múnich. Se convirtió en un favorito del público, y fue nombrado "Bayerischen Staatsschauspieler" (actor estatal de Baviera).
En los años 1970 actuó en producciones del Teatro Thalia de Hamburgo, con obras como Gin Romme (de James Saunders, actuando con Edda Seippel) y Fausto (1979, de Johann Wolfgang von Goethe, con dirección de Hans Hollmann y actuación de Boy Gobert). En la siguiente década Gobert lo comprometió para trabajar en el Staatliche Schauspielbühnen Berlin, donde en 1982 fue el embajador ruso en el estreno en Alemania de la pieza de Sławomir Mrożek Der Botschafter, actuando en 1984 en Der Hauptmann von Köpenick, de Carl Zuckmayer, encarnando al personaje titular.
El repertorio de Schwarzkopf incluía papeles como el de Harry en la pieza de Charles Dyer Unter der Treppe, así como el de Willy Loman en la obra de Arthur Miller Muerte de un viajante, su personaje favorito. Schwarzkopf fue también el secretario Wurm en la obra de Friedrich Schiller Kabale und Liebe, así como el personaje principal en Der Hauptmann von Köpenick y Tartufo. Actuó también en piezas contemporáneas como Frauen vor Flusslandschaft, a partir de la novela de Heinrich Böll. Schwarzkopf siguió vinculado al teatro hasta el final de su vida, a pesar de su trabajo televisivo.

### Televisión y cine
La carrera televisiva de Schwarzkopf se inició a principios de los años 1960. Como actor de carácter, a lo largo de varias décadas actuó en alrededor de 250 producciones televisivas. Actuó en series criminales como Der Kommissar, Derrick, Das Kriminalmuseum y Der Alte. En 1969 trabajó en la adaptación a la pantalla de la obra de Molière Tartuffe oder Der Betrüger, y en 1970 protagonizó la comedia Der Mann, der den Eiffelturm verkaufte.
Entre 1971 y 1978 Schwarzkopf hizo su papel más popular en la serie criminal Tatort, dando vida al gruñón Comisario Finke. La mayoría de los episodios fueron llevados por el posterior director de Hollywood Wolfgang Petersen. Uno de los episodios más conocidos fue el titulado Reifezeugnis, en el que se daba a conocer Nastassja Kinski, entonces con 16 años de edad. Otro de los papeles más conocidos de Schwarzkopf fue el del banquero Kesselmeyer en la serie Die Buddenbrooks.
En la década de 1980 Schwarzkopf siguió siendo un actor televisivo ocupado. Actuó en la serie Wer den Schaden hat … (1981), en Alte Gauner (1985), en Die Stunde des Léon Bisquet (1986) y en la sátira Das blaue Bidet (1982). También trabajó en varios capítulos de Praxis Bülowbogen entre 1987 y 1991, interpretando a Gleisdreieck.
Schwarzkopf protagonizó largometrajes como Herrliche Zeiten im Spessart (1967), Und Jimmy ging zum Regenbogen (1971), Der Stoff aus dem die Träume sind (1972) y Alle Menschen werden Brüder (1973). En 1973 actuó en el thriller Einer von uns beiden, actuando junto a Jürgen Prochnow. Su última actuación para la gran pantalla llegó en 1985 en el film de Bernhard Wicki Die Grünstein-Variante.
En 1991 debía actuar junto a Mario Adorf, Will Quadflieg y Hans Korte en la miniserie en cuatro capítulos de Dieter Wedel Der große Bellheim. Sin embargo, en junio el actor, ya debilitado a causa de un sida, hubo de dejar la filmación y fue trasladado al Hospital de Bochum St. Josef, donde diagnosticaron una neumonía. Schwarzkopf fue sustituido por Heinz Schubert.

### Actor de voz
Gracias a su suave voz, Klaus Schwarzkopf fue muy solicitado como actor de doblaje. Ganó fama en la década de 1970 como la voz alemana de Peter Falk en la serie Columbo. También dobló a actores como Gower Champion en el musical Show Boat (1951), a William Shatner en Judgment at Nuremberg (1961), Mickey Rooney en Twenty-Four Hours to Kill (1965), o a Peter Lorre en El halcón maltés (doblaje de 1969). Dio también voz a Robert Mitchum, Burt Lancaster, Bob Hope y Douglas Fairbanks, Jr., a Tony Curtis en Winchester '73, y a Lloyd Bridges en High Noon. En la comedia de Dieter Hallervorden Ach du lieber Harry (1980), él fue la voz alemana de Jacques Marin.

### Vida privada
Schwarzkopf fue siempre considerado como un convencido gracias a sus declaraciones. Sin embargo, a lo largo de su vida hubo rumores sobre su homosexualidad, y se habló de él en algunas revistas gay. Sin embargo, hasta el momento de su muerte ocultó su relación con el exbailarín y director Hubertus Moeller. Solamente tras su muerte la prensa informó sobre su vida privada.
Klaus Schwarzkopf falleció en Bochum el 21 de junio de 1991, a los 68 años de edad, a consecuencia de una sida. Fue enterrado en Aidenbach, en la Baja Baviera.

## Filmografía (selección)
- 1964 : Flug in Gefahr (TV)
- 1964 : Nachtzug D 106 (TV)
- 1965 : Dr. med. Hiob Prätorius
- 1965, 1967 : Das Kriminalmuseum (serie TV, 2 episodios)
- 1966 : Zehn Prozent (TV)
- 1967 : Herrliche Zeiten im Spessart
- 1968 : Die Artisten in der Zirkuskuppel: ratlos
- 1968 : Meinungsverschiedenheiten (TV)
- 1969–1974 : Der Kommissar (serie TV, 4 episodios)
- 1969 : Bitte recht freundlich, es wird geschossen (serie TV)
- 1969 : Christoph Kolumbus oder Die Entdeckung Amerikas (TV)
- 1970 : Der Mann, der den Eiffelturm verkaufte  (TV)
- 1971 : Besuch auf einem kleinen Planeten (TV)
- 1971 : Und Jimmy ging zum Regenbogen
- 1971 : Fluchtweg St. Pauli – Großalarm für die Davidswache
- 1971 : Kolibri (TV)
- 1971 : Tatort (serie TV), episodio Blechschaden
- 1971 : Ein Fall für Herrn Schmidt (TV)
- 1972 : Tatort, episodio Strandgut
- 1972 : Der Stoff aus dem die Träume sind
- 1972 : Gran Canaria (TV)
- 1973 : Alle Menschen werden Brüder
- 1973 : Tatort, episodio Jagdrevier
- 1973 : Der Vorgang (TV)
- 1974 : Einer von uns beiden
- 1974 : Die unfreiwilligen Reisen des Moritz August Benjowski (miniserie TV)
- 1974 : Drei Männer im Schnee
- 1974 : Tatort, episodio Nachtfrost
- 1974 : Tatort, episodio Eine todsichere Sache
- 1974 : Tatort, episodio Acht Jahre später
- 1974 : Tatort, episodio Gift
- 1974 : Tatort, episodio Kneipenbekanntschaft
- 1974 : Die Antwort kennt nur der Wind
- 1975 : Tatort, episodio Kurzschluß
- 1976 : Alle Jahre wieder – Die Familie Semmeling (miniserie TV)
- 1977 : Tatort, episodio Reifezeugnis
- 1977 : Die Dämonen (miniserie TV)
- 1978 : Tatort, episodio Himmelfahrt
- 1978 : Großstadt-Miniaturen – Geschichten zwischen Kiez und Ku'damm (TV)
- 1979 : Die Buddenbrooks (serie TV)
- 1980 : Polizeiinspektion 1 (serie TV, episodio 3x10)
- 1980–1988 : Derrick (serie TV, 4 episodios)
- 1982 : Bekenntnisse des Hochstaplers Felix Krull (miniserie TV)
- 1982 : Das blaue Bidet (TV)
- 1983 : Gin Romme (TV)
- 1984 : Die Rückkehr der Zeitmaschine (TV)
- 1985 : Die Grünstein-Variante
- 1986 : Die Stunde des Léon Bisquet (TV)
- 1986 : Abschiedsvorstellung (TV)
- 1986 : Liebling Kreuzberg (serie TV, episodio 1x04)
- 1987–1992 : Praxis Bülowbogen (serie TV, 21 episodios)
- 1988 : Der Alte (serie TV, episodio 12x12)
- 1990 : Falsche Spuren (TV)

## Grabaciones
- Klaus Schwarzkopf, Peter Vogel: Lieben Sie Kishon? Sechs Sketche Ephraim Kishon, dirección de Heinz-Günter Stamm. Hamburgo: Karussell-Musik-und-Video-GmbH, 1995.
- Jules Verne: Viaje al centro de la Tierra, con Stefan Schwade, Marianne Kehlau y H. G. Francis, dirección de Heikedine Körting. 1978,  Múnich: Sony BMG Music Entertainment, 2006, ADD ISBN 3-86629-314-3.

## Radio
- 1963 : Die Harakiri-Serie, de Herbert Asmodi, dirección de Hans Dieter Schwarze. Bayerischer Rundfunk.
- 1964 : Träume, de Günter Eich, dirección de Otto Kurth. Bayerischer Rundfunk.
- 1969 : Woyzeck, de Georg Büchner, dirección de Heinz von Cramer. Bayerischer Rundfunk.
- 1970 : Beschreibung von San Marco, de Michel Butor, dirección de Heinz von Cramer. Bayerischer Rundfunk/Westdeutscher Rundfunk/Südwestfunk.

## Premios
- 1973 : Deutscher Filmpreis por Alle Menschen werden Brüder